# Pfeffenhausen
Pfeffenhausen er en købstad (markt) i Landkreis Landshut, i regierungsbezirk Niederbayern i den tyske delstat Bayern, omkring 25 kilometer nordvest for byen Landshut.

## Geografi
Pfeffenhausen ligger ved floden Große Laber i bakkelandet i den østlige del af landskabet Hallertau. Ved Pfeffenhausen-Egg ligger kildeområdet for Kleine Laber.

### Inddeling
I kommunen er der ud over Pfeffenhausen, disse landsbyer og bebyggelser:
Anzelstetten, Attenberg, Backlreuth, Baldershausen, Berg, Burghart, Dirnberg, Dürnwall, Dürnwind, Ebenhausen, Eckhof, Egg, Eggersdorf, Egglhausen, Eichstätt, Elfing, Engelsdorf, Englmühle, Frauenhof, Gasselsberg, Haarland, Hackendorf, Hagenburg, Hintlaber, Hochreit, Holzen, Holzhausen, Indorf, Koppenwall, Langenwies, Leitendorf, Limbach, Ludmannsdorf, Lutzmannsdorf, Mantlach, Mösberg, Neßlthal, Niederhornbach, Obergrub, Oberhornbach, Oberlauterbach, Oberspiegelreuth, Osterwind, Pfaffendorf, Prammersberg, Priel, Rainertshausen, Sachsenhausen, Seemühle, Steig, Tabakried, Thonhausen, Unterspiegelreuth, Weikersdorf, Wolfau og Zornhof
I 1978 blev de tidligere selvstændige kommuner Rainertshausen, Pfaffendorf, Niederhornbach, Oberlauterbach og Egg indlemmet i Pfeffenhausen.

### Nabokommuner
Pfeffenhausens nabokommuner er Hohenthann, Obersüßbach, Rottenburg a.d. Laaber og Weihmichl i Landkreis Landshut og Attenhofen, Elsendorf, Volkenschwand og Wildenberg i Landkreis Kelheim.